# 馮永固
馮永固（1458年—？），字重器，山西太原府陽曲縣人，軍籍，明朝政治人物。

## 生平
山西鄉試第十六名舉人。弘治九年（1496年）中式丙辰科會試第二百八十二名，三甲第七十八名進士。弘治十八年（1505年）任山東萊蕪縣知縣。正德元年（1506年）任常州府同知，官至兩淮運同。

## 家族
曾祖馮德；祖父馮興；父馮通，母馬氏；繼母宋氏。具庆下。兄永俊。弟永坚、永昌、永錫。